# Європазавр
Європазавр (Europasaurus holgeri) — базальний завропод-макронарій. Він існував у часи пізньої юри (середній кімеридж, приблизно 154—151 млн років тому) на півночі сучасної Німеччини та відомий як приклад острівної карликовості, що виникла внаслідок ізоляції популяції завроподів на острові в межах басейну Нижньої Саксонії. 

## Скам'янілості

Порівняння розмірів динозавра з людиною

У 1998 році один зуб завропода був виявлений приватним колекціонером скам'янілостей Хольгером Людтке в діючому кар'єрі на горі Лангенберг між громадами Окер, Гарлінгероде та Геттінгероде у землі Нижня Саксонія на заході Німеччини. З цього часу до 2006 року у кар'єрі було виявлено різні рештки 11 динозаврів. За оцінками, найбільші особини сягали 6,2 м завдовжки та вагою до 1 тони. Динозаври були дуже схожими на невеликих брахіозаврів і вважалося, що це молоді особини більших завроподів. Проте дослідження показали, що це дорослі особини окремого карликового виду.

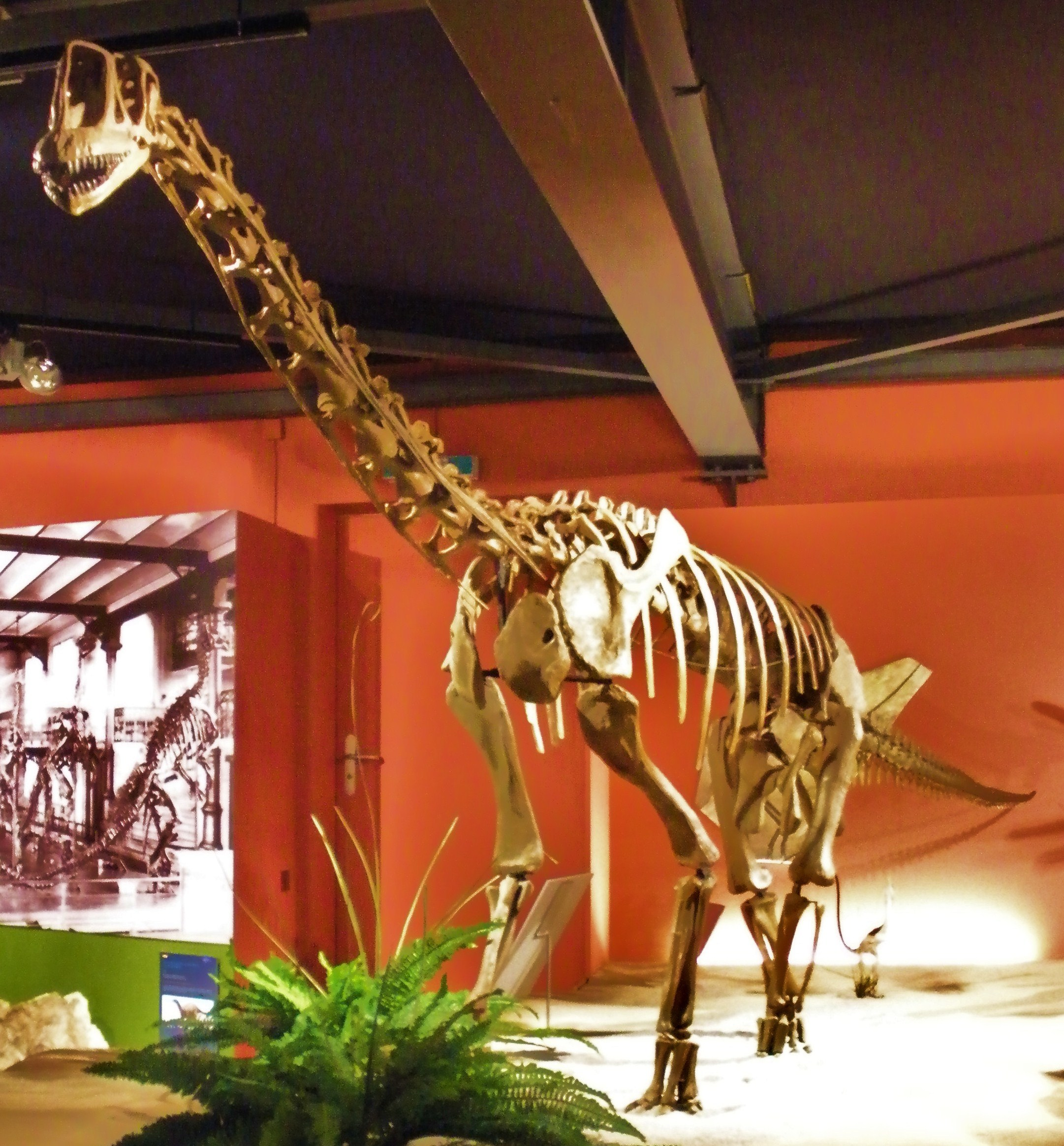
Реконструкція скелета
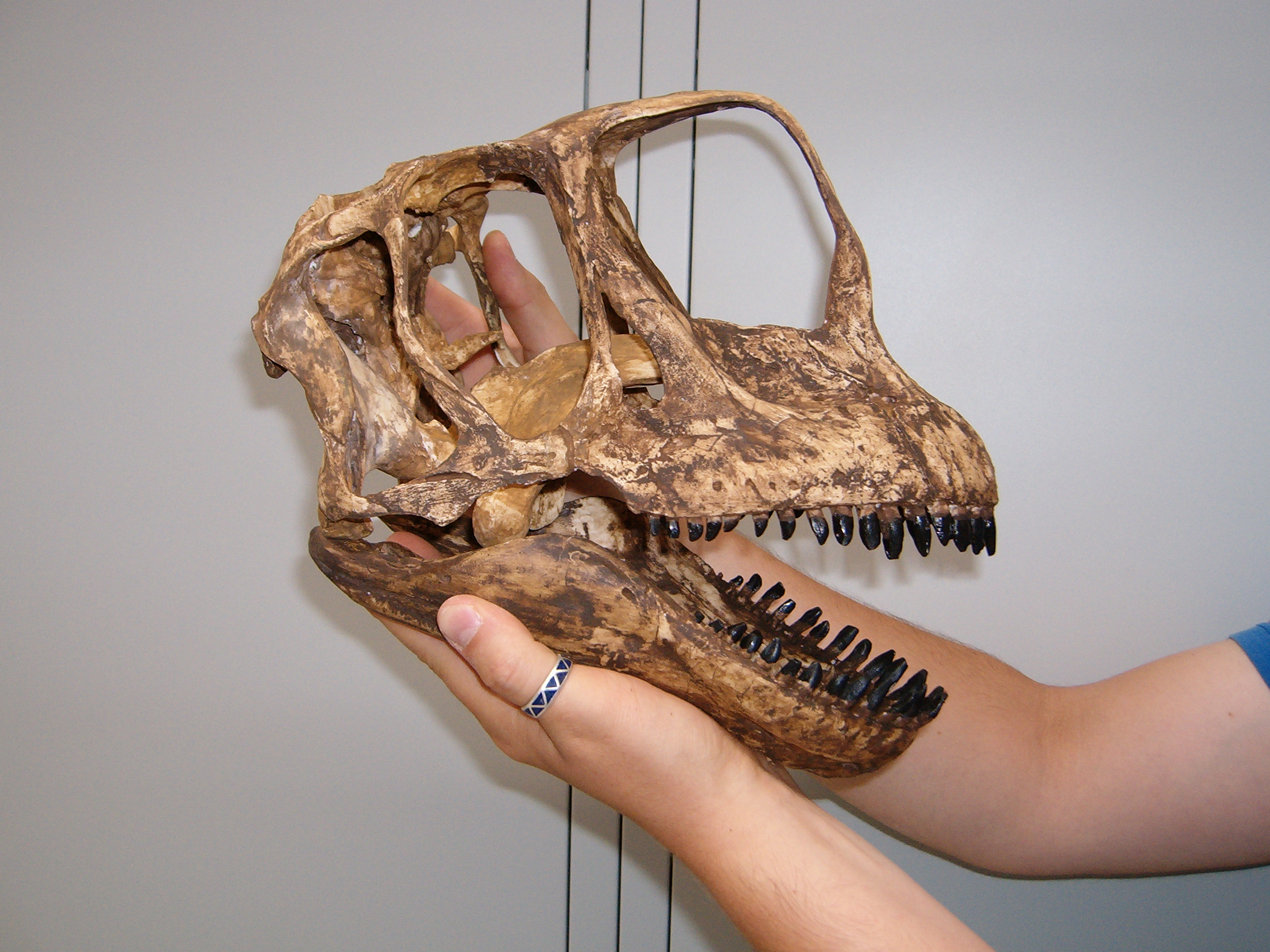
Череп
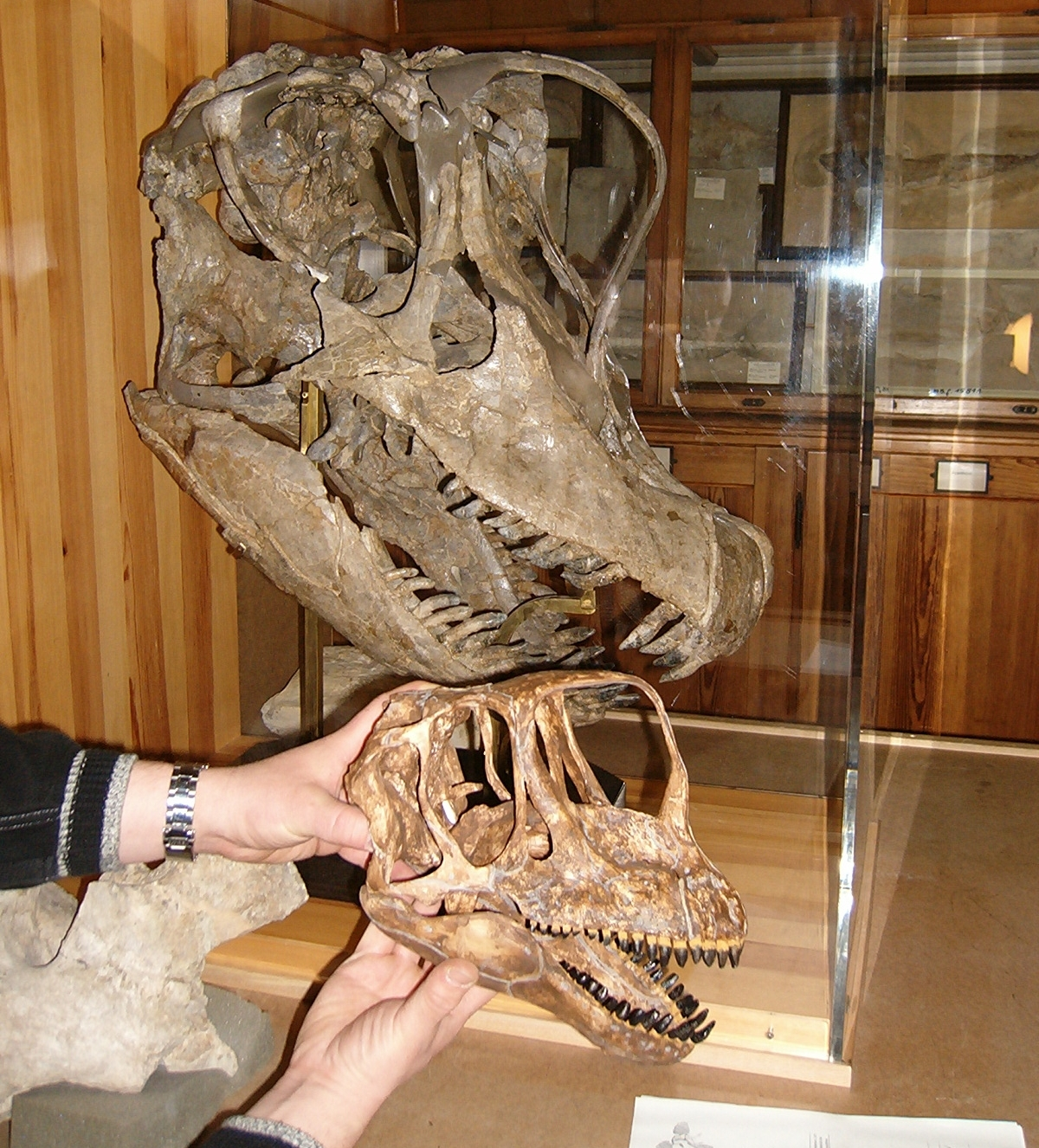
Порівняння черепів європазавра та більшого родича жирафатитана